# T. Jack Lee
Pour les articles homonymes, voir Thomas Lee.
Thomas Jack Lee (né le 1er avril 1935 et mort le 24 février 2019) est le sixième directeur du centre de vol spatial Marshall de la NASA à Huntsville, Alabama, du 6 juillet 1989 au 6 janvier 1994.

## Biographie
Thomas Jack Lee naît à Wedowee, en Alabama le 1er avril 1935,. Avant d'être nommé directeur du Centre Marshall, Lee en est le directeur adjoint à partir de décembre 1980, après avoir été pendant sept ans responsable du programme Spacelab au sein du centre. De juillet à septembre 1986, il est également directeur par intérim du centre.
En plus de ses fonctions de directeur adjoint, Lee est responsable du Heavy Lift Launch Vehicle Definition Office, un projet de la NASA visant à définir et développer un lanceur lourd capable de répondre aux exigences nationales.

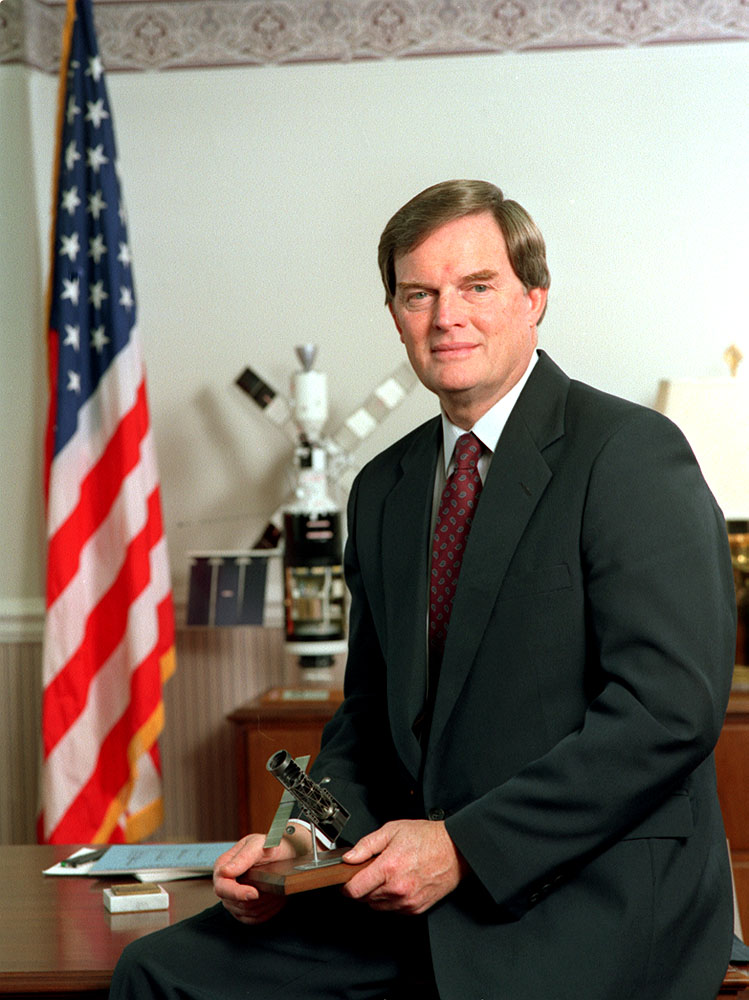
Thomas J. Lee tenant une maquette du télescope spatial Hubble.

Lee  commence sa carrière professionnelle en 1958 comme ingénieur en recherche aéronautique à l’Army Ballistic Missile Agency sur le site du Redstone Arsenal. Il est transféré au centre Marshall lors de sa création en 1960, en tant qu’ingénieur système au bureau du responsable résident du projet Centaur, à San Diego. De 1963 à 1965, il est responsable résident du projet Pegasus pour la détection des météorites à Bladensburg, au Maryland, puis, de 1965 à 1969, chef du bureau résident du programme Saturn au Kennedy Space Center en Floride.
De 1969 à 1973, il est assistant du directeur technique adjoint du centre Marshall. Il est ensuite devenu directeur adjoint puis directeur de l'équipe Sortie Lab, qui deviendra le bureau du programme Spacelab en 1974.
En tant que directeur du programme Spacelab, il était responsable de la coopération de la NASA avec l’Agence spatiale européenne pour le développement du Spacelab, un laboratoire orbital réutilisable destiné aux recherches scientifiques en orbite terrestre.

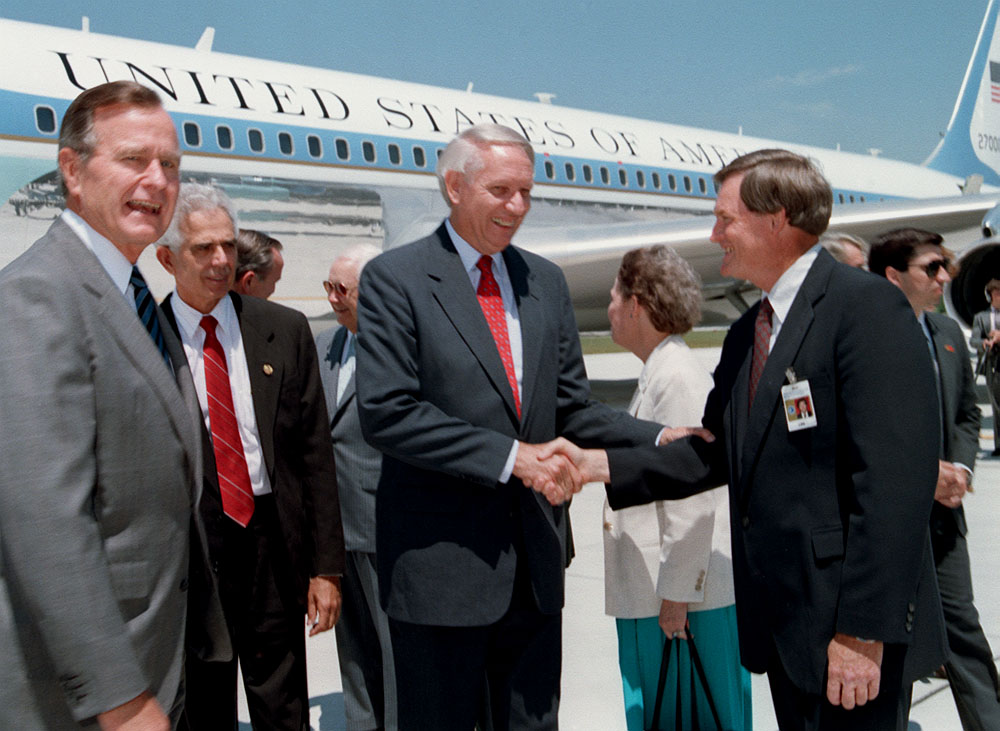
Le président George H. W. Bush et le gouverneur de l'Alabama H. Guy Hunt accueillis par Thomas J. Lee à leur arrivée à l’aérodrome du Redstone Arsenal, le 20 juin 1990.

Lee meurt d’un cancer du pancréas le 24 février 2019, à l’âge de 83 ans.